# Władimir Popow (reżyser)
Władimir Iwanowicz Popow (ros. Владимир Иванович Попов; ur. 5 czerwca 1930; zm. 1 kwietnia 1987) – radziecki animator oraz reżyser i scenograf animacji. Zasłużony Działacz Sztuk RFSRR (1986). Najbardziej znany z wyreżyserowania serii filmów animowanych o Prostokwaszynie.

## Życiorys
W 1952 roku wstąpił do studia Sojuzmultfilm. Pracował jako animator, a od 1960 roku jako reżyser (najpierw we współpracy Władimirem Piekarem, a od 1975 roku samodzielnie). Członek ASIFA.
W 1975 roku zadebiutował samodzielnie jako reżyser krótkometrażową animacją Tęcza – będącą opowieścią o tym jak dwóch chłopców zaprzyjaźniła kolorowa tęcza. Film zdobył nagrodę na XI Międzynarodowym Festiwalu Filmów Dziecięcych i Młodzieżowych w Teheranie. Wszystkie późniejsze prace Popowa odznaczają się fascynującą tematyką, bogatymi charakterami postaci, jaskrawymi rysunkami oraz muzykalnością. Dużą popularność przyniosły reżyserowi następujące filmy animowane: O tom, kak gnom pokinuł dom i… (1976), Bobik w gostiach u Barbosa (1977), Troje z Prostokwaszyna (1978), Prikluczenija Wasi Kurolesowa (1981), My s Szerlokom Cholmsom (1985). Najnowszym dziełem reżysera jest humorystyczna opera filmowa Akademik Iwanow (1986) oparta na motywach utworu Eduarda Uspienskiego. Władimir Popow współpracował z artystami-animatorami m.in. z Nikołajem Jerykałowem, Lewonem Chaczatrianem i Arkadijem Szerem. Wyjątkową barwę głosową w jego filmach rysunkowych wnieśli tacy aktorzy dubbingowi jak Oleg Tabakow, Jurij Nikulin, Lew Durow, Jurij Jakowlew, Michaił Kononow, Wiaczesław Niewinny, Jewgienij Leonow, Andriej Mironow, Wasilij Liwanow, Boris Nowikow i Marija Winogradowa.
Pochowany na Cmentarzu Wagańkowskim w Moskwie.

## Filmografia

### Reżyser
- 1971: Przygody młodych pionierów
- 1975: Tęcza
- 1978: Troje z Prostokwaszyna
- 1980: Wakacje w Prostokwaszynie
- 1984: Zima w Prostokwaszynie

### Animator
- 1954: Brudasy, strzeżcie się!
- 1955: Dzielny zając
- 1959: Przygody Buratina

### Scenograf
- 1975: Tęcza

## Nagrody i odznaczenia
- 1976: Tęcza – Nagroda na XI Międzynarodowym Festiwalu Filmów Dziecięcych i Młodzieżowych w Teheranie (Iran)
- 1986: Zasłużony Działacz Sztuk RFSRR

Źródło: